# أساطيل البلدان غير الساحلية

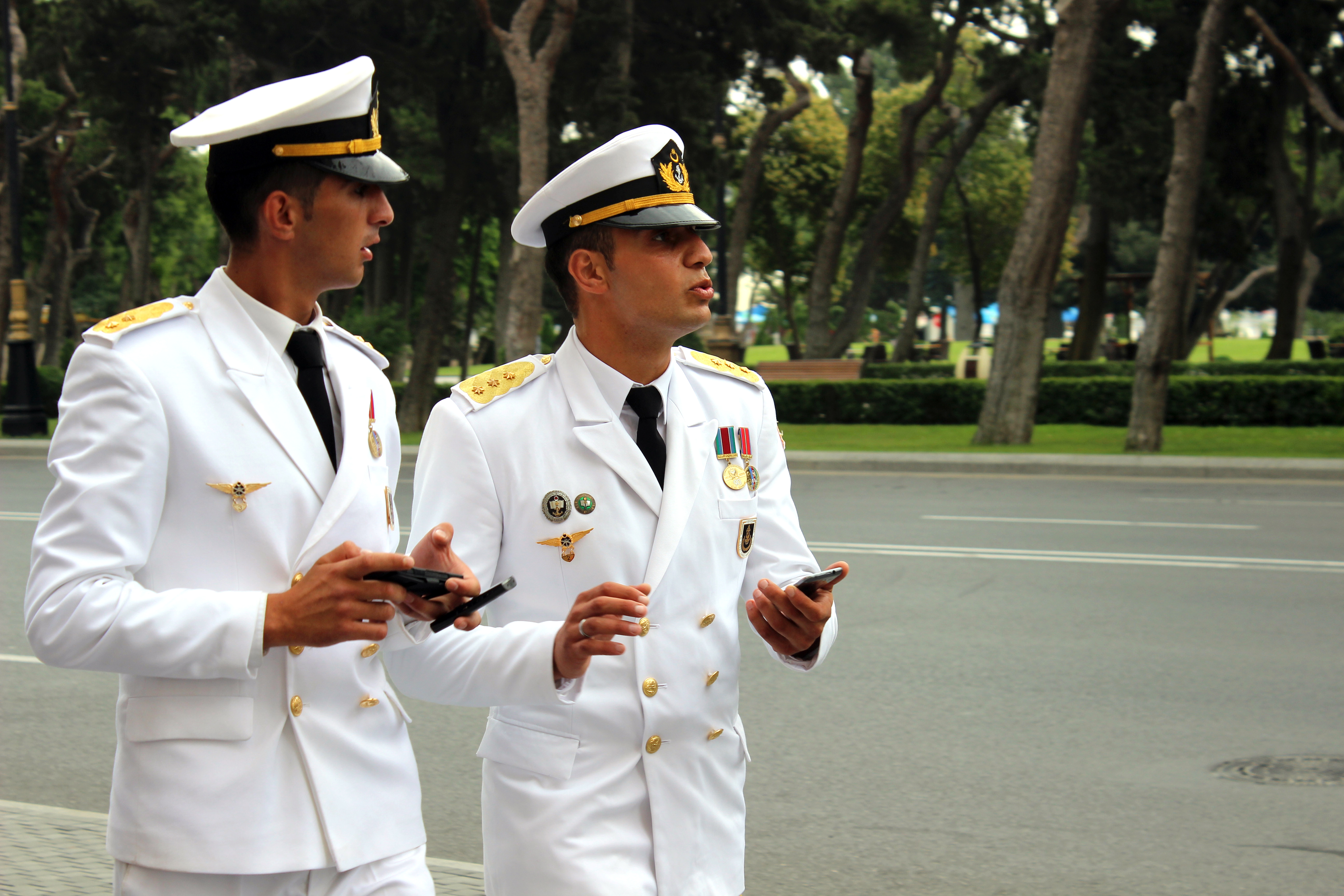
أفراد البحرية الأذربيجانية

البحرية غير الساحلية هي قوة بحرية تديرها دولة ليس لها خط ساحلي . بينما من الواضح أن هذه الدول غير قادرة على تطوير بحرية بحرية زرقاء، إلا أنها قد تواصل نشر قوات مسلحة في البحيرات أو الأنهار الرئيسية.
هناك العديد من الأسباب التي قد تجعل أي بلد غير ساحلي يختار الحفاظ على القوات البحرية. إذا كان النهر أو البحيرة يشكلان حدودًا وطنية، فقد تشعر البلدان بالحاجة إلى حماية تلك الحدود وقيامها بدوريات باستخدام القوة العسكرية. في بعض المناطق، قد تكون الطرق غير موثوقة أو دائرية، وقد يكون النهر أو البحيرة أسهل طريقة لتحريك القوات العسكرية في جميع أنحاء البلاد. في بعض الأحيان، قد يتم بالفعل التنازع على امتلاك جسم مائي - على سبيل المثال، الدول حول بحر قزوين غير الساحلي لديها وجهات نظر مختلفة حول كيفية تقسيم الملكية.
زورق الدورية بكل أنواعه مختلفة هي الأكثر شيوعا بين القوات البحرية غير الساحلية. تمتلك بعض القوات البحرية غير الساحلية عمليات نقل للقوات أو المركبات، مما يسمح للقوات البرية بالعبور أو السفر على طول بحيرة أو نهر.

## قوة منفصلة
تشمل البلدان غير الساحلية التي لديها قوات بحرية اليوم:
- أذربيجان - على الرغم من أن أذربيجان تتاخم بحر قزوين ، إلا أن بحر قزوين لا يتصل بالمحيط بواسطة ممر مائي طبيعي [1] ؛ وبالتالي فإن معظم السلطات تعتبر البلد غير ساحلي. تعمل البحرية الأذربيجانية على بحر قزوين. في عام 2003 ، تم استخدام قناة فولغا دون الروسية لتوصيل قطع منحة من الحكومة الأمريكية إلى البحرية الأذربيجانية. [2]
- بوليفيا - فقدت بوليفيا الوصول إلى المحيط الهادئ خلال حرب المحيط الهادئ عام 1879. في عام 1963، أنشأت الحكومة البوليفية النهرية و البحيرات قوة (حزب القوة نهري ذ Lackluster) للقيام بدوريات في بحيرة تيتيكاكا والأنهار الكبيرة في بوليفيا، التي تتألف من أربعة زوارق دورية شراؤها الأمريكية و1،800 الموظفين المعينين من الجيش. وصلت هذه القوة البحرية، التي أعيدت تسميتها بالقوة البحرية البوليفية في عام 1966 ، إلى 5000 فرد في عام 2008. كما كان لديها وحدة بحرية منتشرة بشكل دائم في مدينة روزاريو الأرجنتينية . [3] بالنسبة لبعض البوليفيين، تعمل البحرية كرمز لم تتخل عنه البلاد لاستعادة وصولها المفقود إلى البحر.
- جمهورية إفريقيا الوسطى - يتم الاحتفاظ بقوة بحرية صغيرة على نهر أوبانجي ، أحد روافد نهر الكونغو . يشكل نهر أوبانجي حدود البلاد مع جمهورية الكونغو الديمقراطية وهو طريق نقل مهم.
- كازاخستان ، تركمانستان - على الرغم من أن كلا البلدين يقعان على حدود بحر قزوين ، فإن بحر قزوين لا يتصل بالمحيط عبر ممر مائي طبيعي.[1] حسب بعض التعاريف، فإن هذا يجعل البلدين غير ساحليين. تدير كل من كازاخستان وتركمانستان قوات بحرية صغيرة على بحر قزوين.
- لاوس - تدير بحرية لاو الشعبية سفن على نهر الميكونغ ، وهي ميزة رئيسية في جغرافية البلاد. ويعتقد أنها تدير اثنين أو ثلاثة من قوارب الدورية الصغيرة. نظرًا لأن نهر الميكونج يشكل جزءًا كبيرًا من حدود لاوس، فإن البحرية تشارك بشكل كبير في أعمال مراقبة الحدود.
- باراجواي - يدير الجيش الباراغواي بحرية تضم حوالي عشرة سفن ولديه عدة آلاف من الأفراد. وهي تعمل على الأنهار الرئيسية في البلاد، ولا سيما نهر باراجواي ونهر بارانا . يمكن للبحرية باراجواي الوصول إلى البحر المفتوح عن طريق السفر أسفل النهر عبر الأرجنتين . خدمت البحرية باراجواي في حرب باراغواي وفي حرب تشاكو .
- رواندا - حرس صغير يقوم بدوريات في بحيرة كيفو ، بين رواندا وجمهورية الكونغو الديمقراطية . كانت متورطة في حرب الكونغو الثانية .
- أوغندا - يعمل الجناح البحري لقوات الدفاع الشعبية الأوغندية على بحيرة فيكتوريا .

## وحدات غير مستقلة

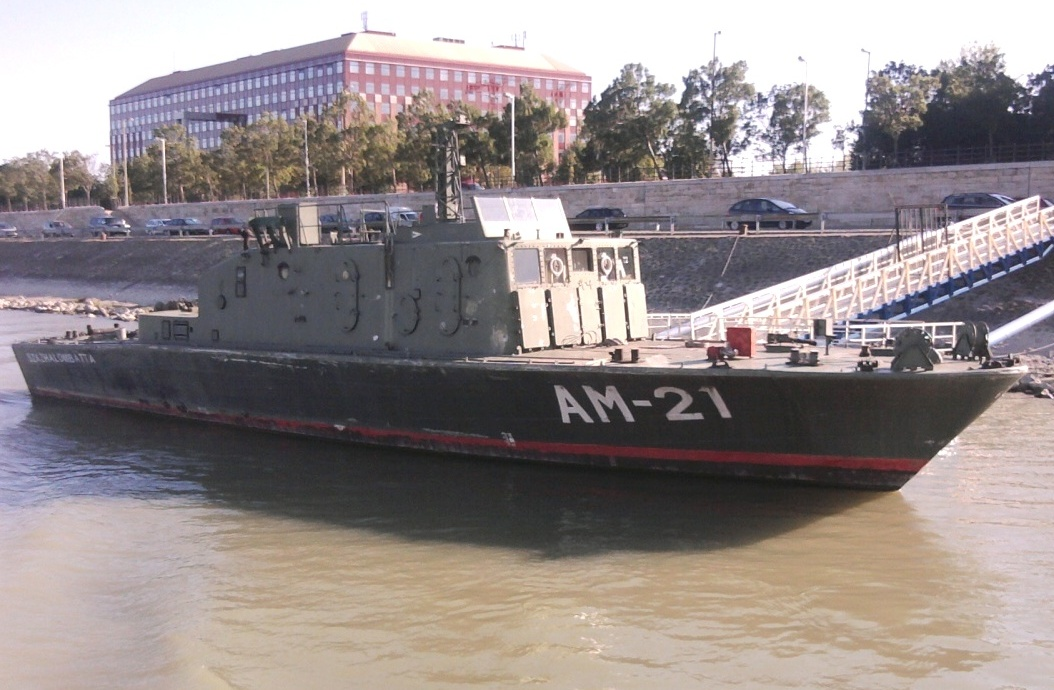
Rمتقاعد AM-21 سززهالموباتا كاسحة ألغام في بودابست ، وغيرها من كاسحة الألغام نيستين MS-25 اليوغسلافية التي لا تزال تستخدم في المجر

قد تقوم بلدان أخرى بتشغيل قوات عسكرية قائمة على المياه دون إنشاء البحرية المستقلة فعليًا - بدلاً من ذلك، يمكن إعطاء المسؤولية لفرع من خدمة مختلفة، غالبًا الجيش. [بحاجة لمصدر]

من أمثلة البلدان غير الساحلية التي تفعل ذلك:
- بوروندي   - على بحيرة تنجانيقا .
- أثيوبيا   - أنشأت إثيوبيا البحرية في عام 1955 لكنها أصبحت دولة غير ساحلية بعد استقلال إريتريا في عام 1991. على الرغم من هذا، نجت البحرية الإثيوبية حتى عام 1996 ، وتعمل من الموانئ الأجنبية. اليوم، يقوم الجيش الإثيوبي بتشغيل قارب واحد على بحيرة تانا .
- المجر - لديها واحدة من أثقل وأكفأ سفينة حربية في شرق ووسط أوروبا ؛ المجر فقط هي التي تدير القوات العسكرية القائمة على النهر من أعضاء الناتو المحيطين باستثناء رومانيا. فني الألعاب الدفاعية المنزلية وكتيبة السفينة الحربية التابعة لقوات الدفاع الهنغارية المتمركزة في ميناء Upset ، على نهر الدانوب ، بودابست . في 2000 s ، اشترى الجيش كاسحات ألغام جديدة، واستعادة أو تقاعد القديمة. في أيام العطلات الوطنية تأتي السفن الحربية على طول نهر الدانوب في بودابست. [4] [5] [6]
- مالاوي   - على بحيرة ملاوي .
- مالي   - يحافظ على قوة دوريات الأنهار الصغيرة كجزء من الجيش.
- منغوليا - تمتلك البحرية المنغولية سفينة واحدة بقوة سبعة رجال، من بينهم شخص يمكنه السباحة. [7]
- صربيا - يدير الجيش الصربي أسطولًا نهريًا يتكون من: كاسحات ألغام وقوارب الدوريات وطائرات الهبوط على أنهار الدانوب وتيسا وسافا . [8]
- سويسرا   - تدير القوات المسلحة السويسرية قوارب دورية Aquarius -class في بحيرة جنيف وبحيرة ماجوري وبحيرة لوسيرن وبحيرة لوغانو وبحيرة كونستانس . تُدار السفن الصغيرة بواسطة الشركة العاشرة لسفن الزوارق التابعة لفيلق المهندسين.
- أوزبكستان - تعمل الزوارق الحربية وغيرها من الحرف النهرية على أمو داريا في إطار برنامجها خدمة الحدودي . [9]

## لاكوسترين، الأنهار، والعناصر البحرية غير الساحلية للبلدان غير الساحلية
بطبيعة الحال، لا يقتصر عمل القوات العسكرية في البحيرات والأنهار على البلدان غير الساحلية. تحتفظ العديد من الدول بمثل هذه القوات (مثل أسطول بحر قزوين الروسي وخفر السواحل الأمريكي ) بالإضافة إلى قوات بحرية تابعة للبحرية. غالبًا ما يشار إلى القوات المتمركزة في النهر على أنها قوات بحرية ذات مياه بنية، وقد تكون أو لا تكون جزءًا من نفس المنظمة التي تعمل بها البحرية البحرية.